# Kärnfusion

Deuterium-tritium-fusion

Kärnfusion är den process då atomkärnor smälter samman och bildar större och tyngre kärnor. På grund av de små atomkärnornas låga bindningsenergi per nukleon kan man "tjäna" (frigöra) energi om man slår ihop två små kärnor till en tyngre. I stjärnor förekommer kärnfusion i mitten av stjärnan, och det är detta som är deras energikälla. På jorden förekommer fusion i större omfattning endast i vätebomber, men mycket pengar och forskning har lagts ner på att kunna använda fusion som praktisk användbar energikälla, precis vad som har skett med fission (kärnklyvning). För att fusion ska kunna ske måste först extrema temperaturer och tryck uppnås, vilket bland annat den planerade reaktorn ITER ska försöka åstadkomma. Att kunna genomföra fusion under mindre extrema förhållanden och skala vore en upptäckt med ännu längre gående konsekvenser för världens energiförsörjning, se vidare kall fusion.
Ur fusionsprocessen kommer energi framförallt ut som kinetisk energi för kärnor, neutroner och andra partiklar. Dessutom frigörs en del gammastrålning. Ordet fusion förekommer i svensk media sedan 1952.

## Fusion i stjärnor

Kolcykeln:
^{12}C + ¹H → ^{13}N + γ
^{13}N → ^{13}C + e^{+} + v
^{13}C + ¹H → ^{14}N + γ
^{14}N + ¹H → ^{15}O + γ
^{15}O → ^{15}N + e^{+} + v
^{15}N + ¹H → ^{12}C + ^{4}He

Fusionen i stjärnorna fortsätter så länge det blir energi över efter sammanslagningen, och det tryck utåt som den frigjorda energin åstadkommer kan hålla gravitationens tryck inåt i jämvikt. När för lite väte återstår i stjärnans centrala delar, så kommer gravitationen att komprimera stjärnan. Det högre tryck, och högre temperaturer som då uppstår, kan få igång en ny omgång reaktioner där helium reagerar till tyngre ämnen, varvid ett nytt jämviktstillstånd uppstår. Så småningom är heliumkoncentrationen även den för låg, varvid stjärnan komprimeras än mer och nya reaktioner tar fart. Kedjan kan ta slut på två sätt: antingen är stjärnan för liten för att initiera någon av de senare reaktionerna, eller också (om stjärnan är mycket tung från början) så innehåller centrum alltför mycket järn.
Grundämnena järn och nickel har de isotoper som har mest bindningsenergi per nukleon, vilket gör att den energivinnande fusionen har dem som absolut sista steg. Tryck och energi från omkringvarande fusion kan dock tvinga ihop kärnor till ännu tyngre grundämnen, men större delen av de tyngre ämnen som förekommer i universum (det vill säga ämnen tyngre än järn) anses ha bildats i supernovor.
En stjärna som är i den första fasen, där vätekärnor slås ihop, är oftast en huvudseriestjärna. När vätet tar slut går stjärnan in i en kortare fas där helium och allt tyngre element slås ihop. Stjärnans öde avgörs till största delen av hur mycket massa den har; från att vara huvudseriestjärna kan den bli en vit dvärg, neutronstjärna eller annat. Se vidare på stjärna.

## Fusion i kärnvapen
De kraftfullaste kärnvapnen, vätebomberna, får en stor del av sin energi från fusionsprocesser av liknande slag som i vätestjärnor. För att under en mycket kort tidsrymd uppnå ett tillräckligt högt tryck, så att fusionen kommer igång, använder man som en "tändanordning" tunga isotoper, som fås att klyvas som i en "vanlig" atombomb; se fission. Vätebomber är alltså egentligen både fusions- och fissionsbomber samtidigt.

## Fusion som energikälla på jorden
Fusion har länge setts som en önskvärd energikälla, främst då fusion inte leder till några utsläpp av växthusgaser, det finns oerhörda mängder potentiellt bränsle, anläggningarna kan byggas utan att påverka den omgivande miljön alltför mycket och avfallet är betydligt mer lätthanterligt än det från fissionsbaserad kärnkraft. 
Havets tillgång på deuterium och litium, som kan användas vid framställning av tritium, räcker i flera miljoner år. 25 gram bränsle räcker till en genomsnittseuropés livsförbrukning av energi,[källa behövs] vilket innebär att bränslet har högre energidensitet än något annat naturligt förekommande alternativ. 
Säkerheten är också stor: fel skulle leda till att hela processen avbryts, dessutom finns bara bränsle för några minuter åt gången i reaktorn. Därmed slipper man risken för skenande reaktion som finns i fissionsreaktorer på grund av att man laddar den med bränsle för ett eller flera år. 
Hittills har man dock inte kunnat visa att man praktiskt kan utvinna mer energi genom fusion än vad som tillförs. Det är dyrt att bedriva forskning inom fusion, bara reaktorn ITER kommer preliminärt att kosta drygt 100 miljarder kr att bygga. En kommersiellt gångbar reaktor som drivs på deuterium och tritium (det troligaste alternativet) kommer producera betydligt mer högenergetiska neutroner än vad man sedan tidigare har erfarenhet av. Det kommer orsaka aktivering och slitage i omgivande strukturer. För att klara det behövs utveckling på den materialvetenskapliga sidan. Ett annat problem är bränslets inneslutning då det brinner. De partiklar som är resultatet av en fusionsreaktion har betydligt högre kinetisk energi än de omgivande bränslepartiklarna, vilket ger instabilitet.

### Framtidsplaner
Den största nu fungerande fusionsmaskinen är experimentreaktorn JET (Joint European Torus) i England. Nästa steg är ITER (International Thermonuclear Experimental Reactor), som ska byggas i Cadarache i Frankrike. ITER är precis som JET en reaktor av Tokamak-typ, men är ca 20 gånger större. ITER är tänkt att fungera som försöksanläggning på vägen mot en riktig fusionskraftanläggning. Den ska kunna ”tända” och brinna i mer än tusen sekunder och den skall testa moduler för tillverkning av eget tritiumbränsle. Steget efter ITER är att ca år 2030 bygga en demonstrationsreaktor (DEMO) som skall kunna producera elektricitet. Först därefter, tidigast på 2040-talet, kommer kanske den första kommersiella fusionsanläggningen baserad på DEMO startas.

### Magnetisk fusion
Den mest lovande och forskade metoden att få kontrollerad fusion är genom magnetisk inneslutning. Det är metoden som används i de största testreaktorerna som JET och den planerade ITER. Fusionsbränslet, som är tio gånger varmare än solens kärna, är i aggregationstillståndet plasma. Det vill säga bränslet är i formen av en joniserad gas. Positiva joner och negativa elektroner har lämnat varandra och far fritt. Elektriskt laddade partiklar i ett magnetfält följer fältlinjerna. Om magnetfältet är arrangerat som en toroid (en ring) så kan det innesluta ett plasma. Upphettningen sker i flera steg; ohmsk upphettning, radiofrekvensupphettning och neutral partikel-strålning. Ohmsk upphettning sker genom att man lägger på spänning med hjälp av induktion, radiofrekvensupphettning liknar det som används i en vanlig mikrovågsugn. Neutral partikel-strålning är bränsleatomer som skjuts in i plasmat med hög fart. Eftersom neutrala partiklar inte känner av magnetfält kan de passera inneslutningen, väl inne kommer en del partiklar kollidera med bränslet och överföra sin energi och joniseras.
Magnetisk inneslutning har många fördelar som metod att framställa fusionsenergi. Den är än så länge närmast målet och den har bara fredliga tillämpningar.

### Tröghetsinnesluten fusion
En annan metod att innesluta fusionen är att från alla håll beskjuta bränslepreparatet med högenergilaser. Därvid uppstår en extrem kompression i bränslepreparatets mitt, då de yttre delarna exploderar av lasern, och en så hög temperatur att vätet övergår i plasmatillstånd. Med hjälp av att man tillför ytterligare en koncentrerad laserpuls direkt i hjärtat av preparatet, tänds fusionen. Experimentanläggningar är under byggnad både i USA; National ignition Facility eller NIF, som mest koncentrerar sig på att utarbeta metoder att desarmera vätebomber, och i Frankrike Laser Mégajoule, eller LMJ. I ett tidigt stadium av planering är också projektet HiPER, High Power Laser Energy Research Facility, ett helt kommersiellt projekt inom EU. Byggandet planeras påbörjas någon gång efter 2015 och framåt 2020[uppföljning saknas] hoppas konsortiet bakom projektet ha anläggningen startklar. De räknar med att för första gången uppnå "break even", det vill säga kunna producera lika stor mängd energi som det går åt för att uppehålla processen.

### Kall fusion
Kall fusion är hypotetiska processer där kärnorna smälter ihop utan att de har hög kinetisk energi. 
Mars 1989 hävdade de två forskarna Martin Fleischmann från Storbritannien och Stanley Pons från USA att de lyckats med kall fusion. Historien blev enormt uppmärksammad eftersom det skulle ha varit en historisk upptäckt. Dock blev det klarlagt att värmeutvecklingen i deras uppställning inte orsakades av kärnfusion. En annan väg till fusion utan höga energier skulle kunna vara myon-katalyserad fusion. Man använder deuterium och tritium precis som förut men byter ut elektronen i tritiumatomen mot en myon som är en elementarpartikel omkring 200 gånger tyngre än elektronen. Problemet är att myonen är instabil, och överlever bara tillräckligt länge för att katalysera i genomsnitt 200 reaktioner, medan en kontinuerlig reaktion kräver ett genomsnitt på 900 reaktioner per myon. Då blir energivinsten från myonkatalyseringen mindre än energikostnaden för att bilda myonerna.